# Pozzuoli
Pozzuoli je grad i općina (comune) od 80.357 stanovnika u Italiji, koja upravno pripada pokrajini Napulj, odnosno regiji Campania. Najveći je grad u niskom masivu Campi Flegreiju.

## Partnerski gradovi
- Agios Dimitrios, predgrađe Atene